# Елецкий драматический театр «Бенефис»
Елецкий драматический театр «Бенефис» — драматический театр в городе Ельце, располагающийся в историческом здании Народного дома, где с 1912 года работал городской театр. 

## История
Основан 24 декабря 1993 года. Основой этого театра стал Алма-Атинский театр «Бенефис», созданный режиссёром Владимиром Николаевичем Назаровым, воспитанником МХАТовской школы. Ведущие актёры этого театра — Виталий Петров, Владимир Громовиков, Алексей Праслов, были, практически, первыми профессиональными актёрами в городе Ельце, после большого перерыва. Именно их труд помог жителям Ельца осознать этот новый статус и приобщиться к этому новому для города виду просвещения, развлечения, к новому образу жизни. После ухода из жизни В. Назарова в 2009 году, его идею и замысел продолжил актёр Владимир Громовиков, пришли новые режиссёры.
В 2012 году постановка режиссёра Юрия Мельницкого «Из жизни огней» была признана одним из лучших спектаклей сезона в театрах малых городов авторитетным порталом Colta.ru. В 2013 году театр стал одним из победителей конкурса молодой режиссуры Министерства культуры РФ.
С 2013 года главный режиссёр театра — Радион Букаев, воспитанник творческой лаборатории Театра Наций Евгения Миронова.